# Weidemannscher Hof

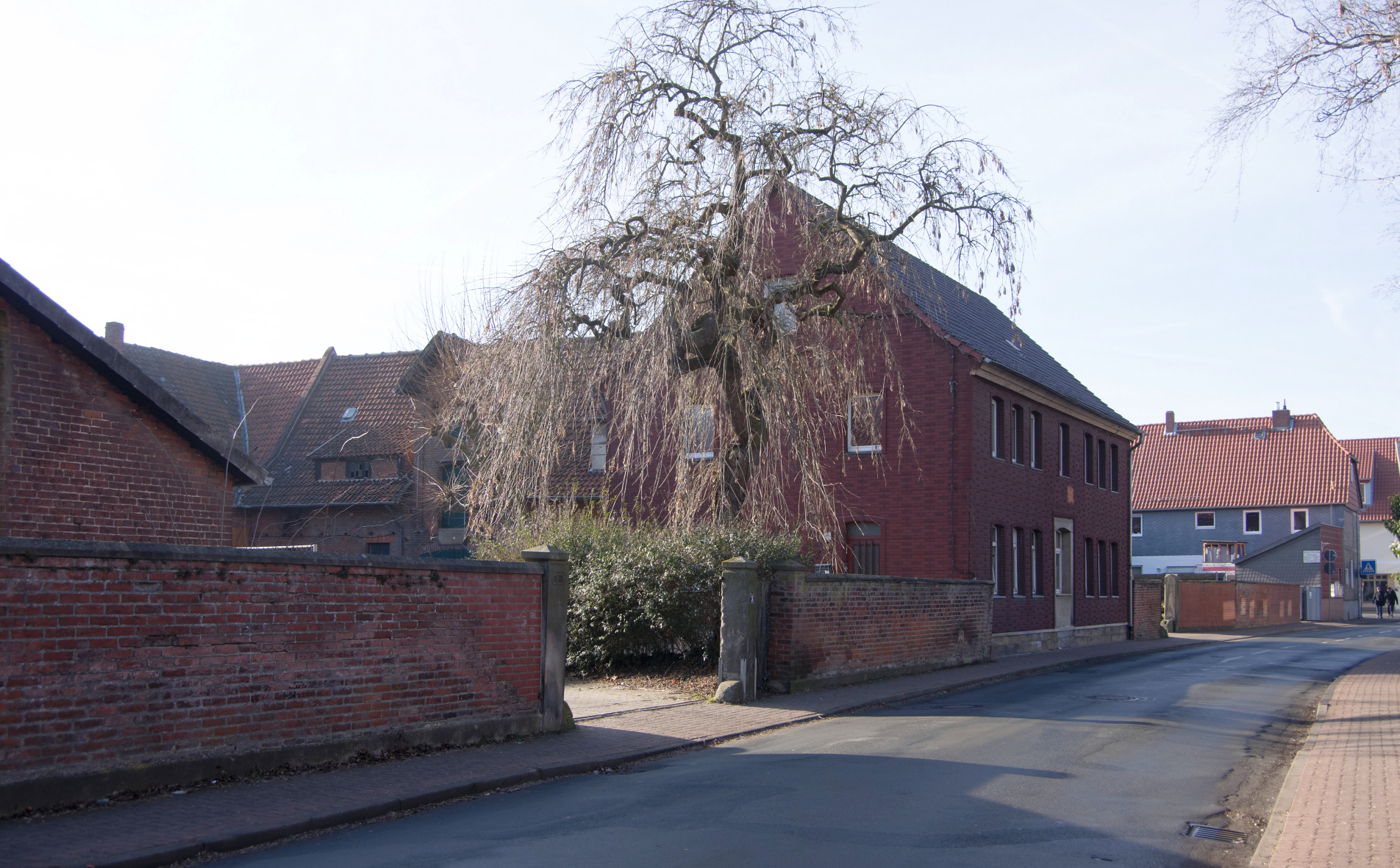
Straßenfront des Weidemannschen Hofs, 2017

Der Weidemannsche Hof war eine landwirtschaftlich genutzte Hofanlage in Pattensen in der Region Hannover in Niedersachsen, die 2018 abgerissen wurde. Das Anwesen ist nach der Familie Weidemann benannt worden, in deren Besitz es seit Anfang des 19. Jahrhunderts stand. Während des Hochmittelalters befand sich auf dem Grundstück einer von acht Burgmannshöfen, die zur ersten Bebauung des um 1200 entstandenen Ortes gehörten. Später wurde daraus ein Rittergut.

## Geschichte

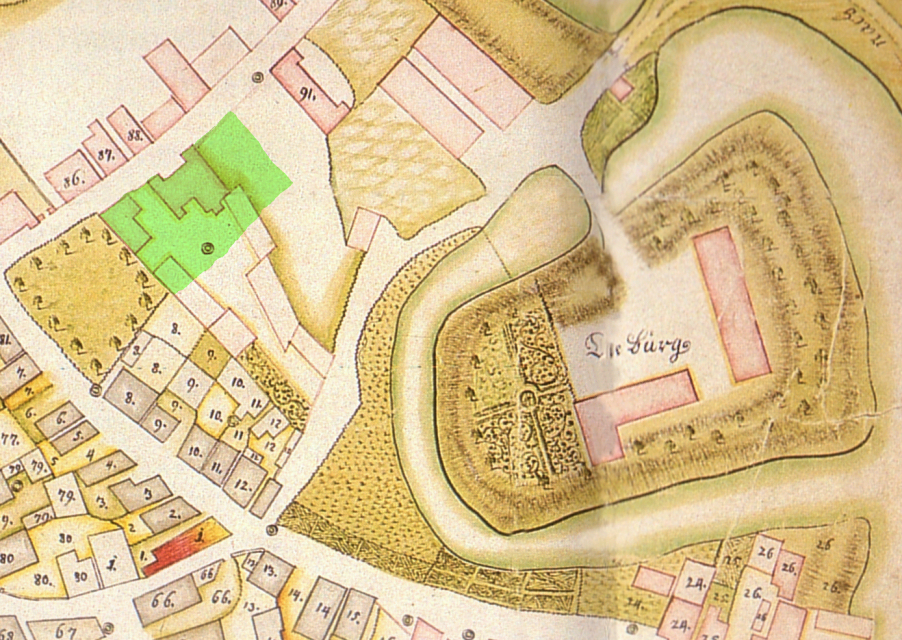
Lage des
Weidemannschen Hofs grün eingefärbt, rechts daneben das Gelände der Burg Pattensen, Stadtplan von 1733

Die über 800 Jahre als Siedlungsfläche genutzte Parzelle, auf dem sich der Weidemannsche Hof befand, liegt im historischen Ortskern von Pattensen, in unmittelbarer Nähe zur früheren Burg Pattensen. Die Burg wurde auf einer leichten Anhöhe vermutlich von den Grafen von Hallermund Ende des 12. bis Anfang des 13. Jahrhunderts errichtet. Dieser Stadtbereich war mindestens seit dem ausgehenden 12. Jahrhundert besiedelt. Wahrscheinlich mit Gründung der Burg bestand auf der Parzelle des späteren Weidemannschen Hofes ein Burgmannshof, der der Versorgung der Burgbewohner mit Nahrungsmitteln aus der Landwirtschaft, Gebrauchsgütern und Mannschaften (Burgmannen) diente. Eine Amtsbeschreibung aus dem 18. Jahrhundert nennt acht Burgmannshöfe in Pattensen.
Später befand sich auf dem Grundstück ein Rittergut, das wegen vier weiterer Gutshöfe im Ort als Rittergut V bezeichnet wurde. Um 1800 stand es im Besitz der Familie von Reden. Sie veräußerten es 1836 an Georg Heinrich Louis Weidemann. Im Jahr 1844 verlor das Anwesen seine Funktion als Rittergut. 1852 ließ der Besitzer Georg Weidemann einen Teil der alten Gebäude erneuern. Sein Sohn Georg errichtete 1885 weitere Gebäude, sodass in dieser Zeit ein Dreiseithof entstand.
Mitte der 1980er Jahre verließ das letzte Mitglied der Besitzerfamilie Weidemann die Hofanlage. 2013 erwarb die Stadt Pattensen das rund 2200 m² große Hofgrundstück, das Kommunalpolitiker als „Filetstück“ in der Altstadt bezeichneten. Anfangs plante die Stadt dort ein neues Rathaus zu errichten, nahm aber wegen der Beengtheit der Fläche davon Abstand. 2017 wurde das Grundstück an ein Unternehmen zur Errichtung von Wohnbebauung veräußert. Da kein Denkmalschutz bestand, erfolgte im Jahr 2017 ein Komplettabriss des Dreiseithofs. Der Neubau soll die frühere Bauform beibehalten.

## Ausgrabung

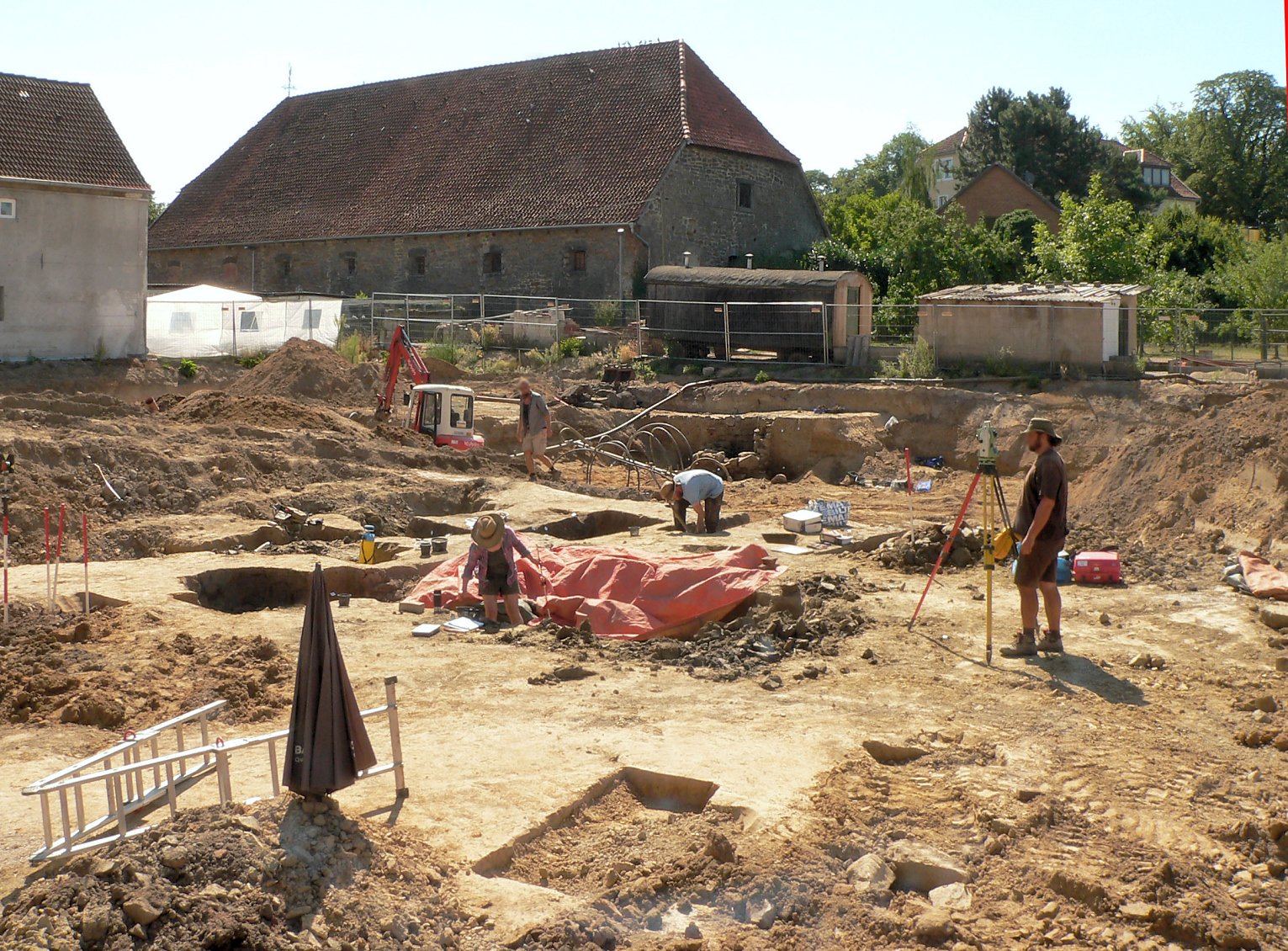
Ausgrabungsarbeiten, 2018

Nach dem Abriss kam es 2018 auf dem freigeräumten Grundstück des Weidemannschen Hofes zu fünf Monate andauernden stadtarchäologischen Untersuchungen, die ein Grabungsunternehmen im Auftrag der Region Hannover durchführte. Sie ermöglichten eine nähere Erforschung der Ortsgeschichte. Aufgrund der Zerstörung Pattensens in der Hildesheimer Stiftsfehde und durch drei große Stadtbrände, zuletzt 1733, gibt es nur eine lückenhafte Überlieferung.
Die bei den Ausgrabungen festgestellten Funde und Befunde reichen bis ins Hochmittelalter zurück. Die Archäologen legten einen etwa 20 m² großen Steinkeller frei, den sie anhand einer Becherkachel als früher Ofenkachel auf das Ende des 12. bis zum Anfang des 13. Jahrhunderts datierten. Zu dieser Zeit waren in Norddeutschland Kachelöfen als rauchfreie Wärmequelle nur im kirchlichen und adligen Umfeld verbreitet. Ein weiteres Fundstück, das auf einen adligen Kontext der Parzelle und laut der Kommunalarchäologin der Region Hannover Ute Bartelt auf das Bestehen eines Burgmannshofs deutet, war ein eiserner Reitersporn. Zu den weiteren Fundgegenständen zählten Kugeltöpfe und Pingsdorfer Keramik.

Funde
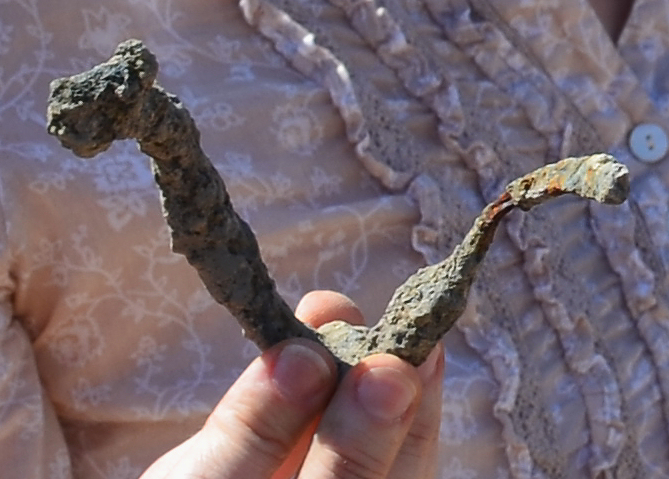
Reitersporn
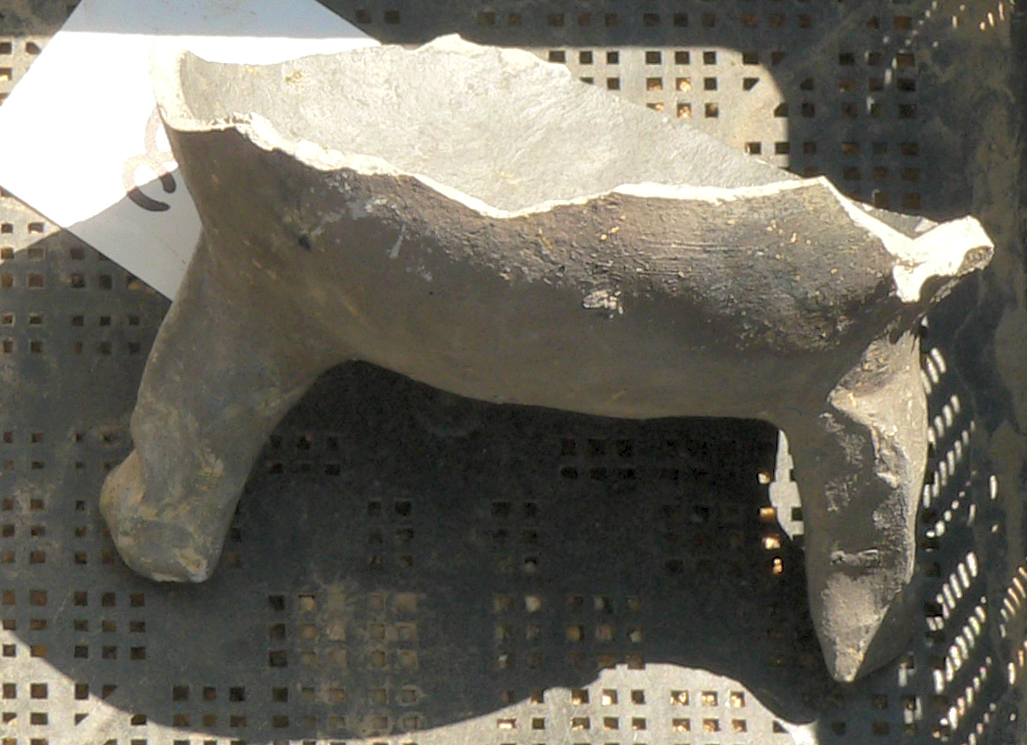
Unterer Teil eines Grapens
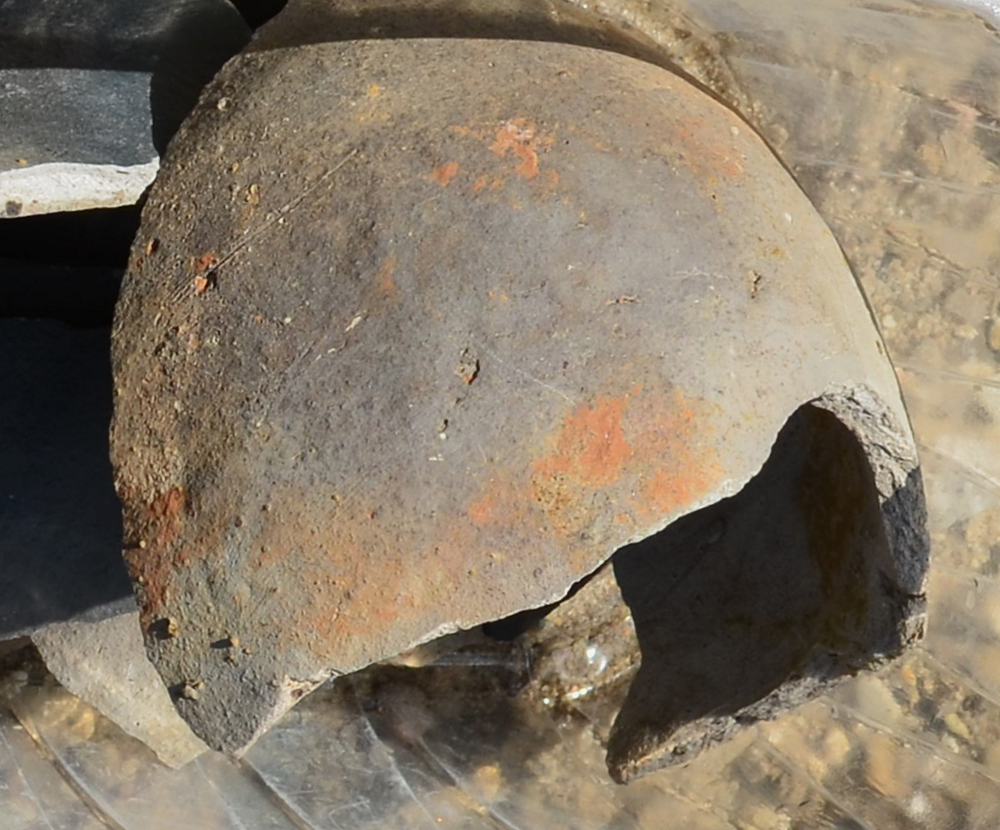
Becherkachel
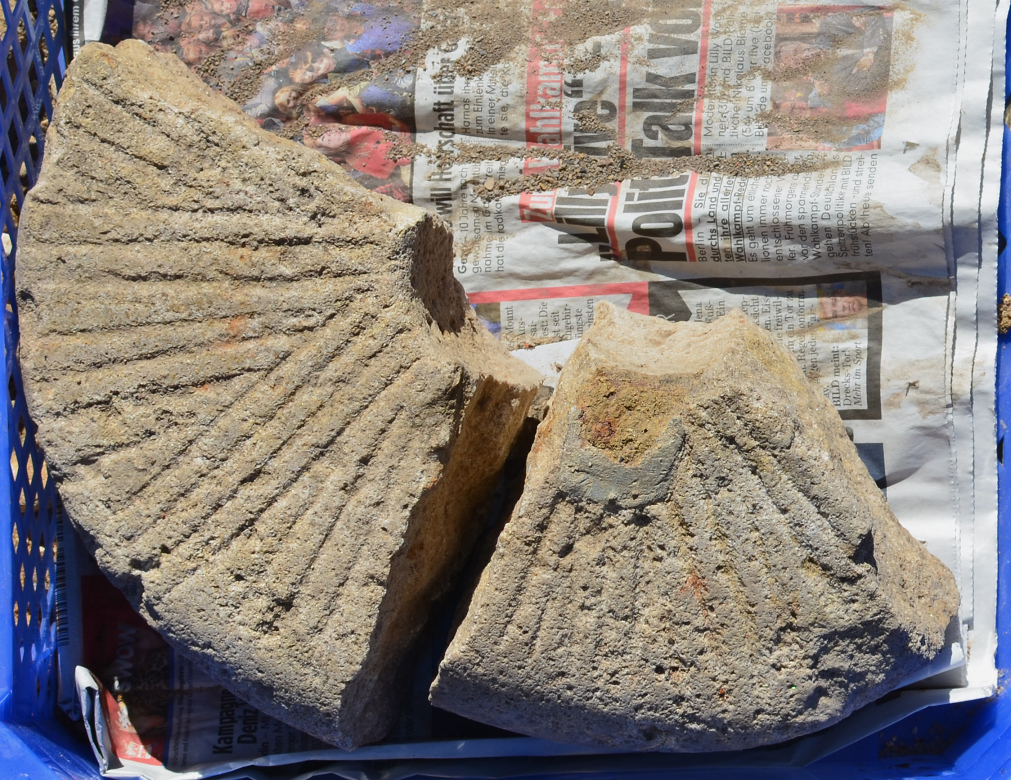
Fragmente eines Mahlsteins

Des Weiteren wurden auf dem Areal Grubenhäuser aus dem 12. bis 14. Jahrhundert freigelegt. Es fanden sich insgesamt 15 Brunnen, die überwiegend eine Brunnenröhre aus einem ausgehöhlten Baumstamm aufwiesen. Aus der frühneuzeitlichen Nutzung des Areals stammten vier Brunnen aus dem 17. und 18. Jahrhundert mit einer steinernen Brunnenröhre sowie eine Fasskloake (Latrine). Außerdem fanden sich weitere Keller und ein hölzernen Kastenbrunnen. Insgesamt wurden rund 1000 Fundstücke geborgen. Sie kommen in das Niedersächsische Landesmuseum Hannover.

Befunde
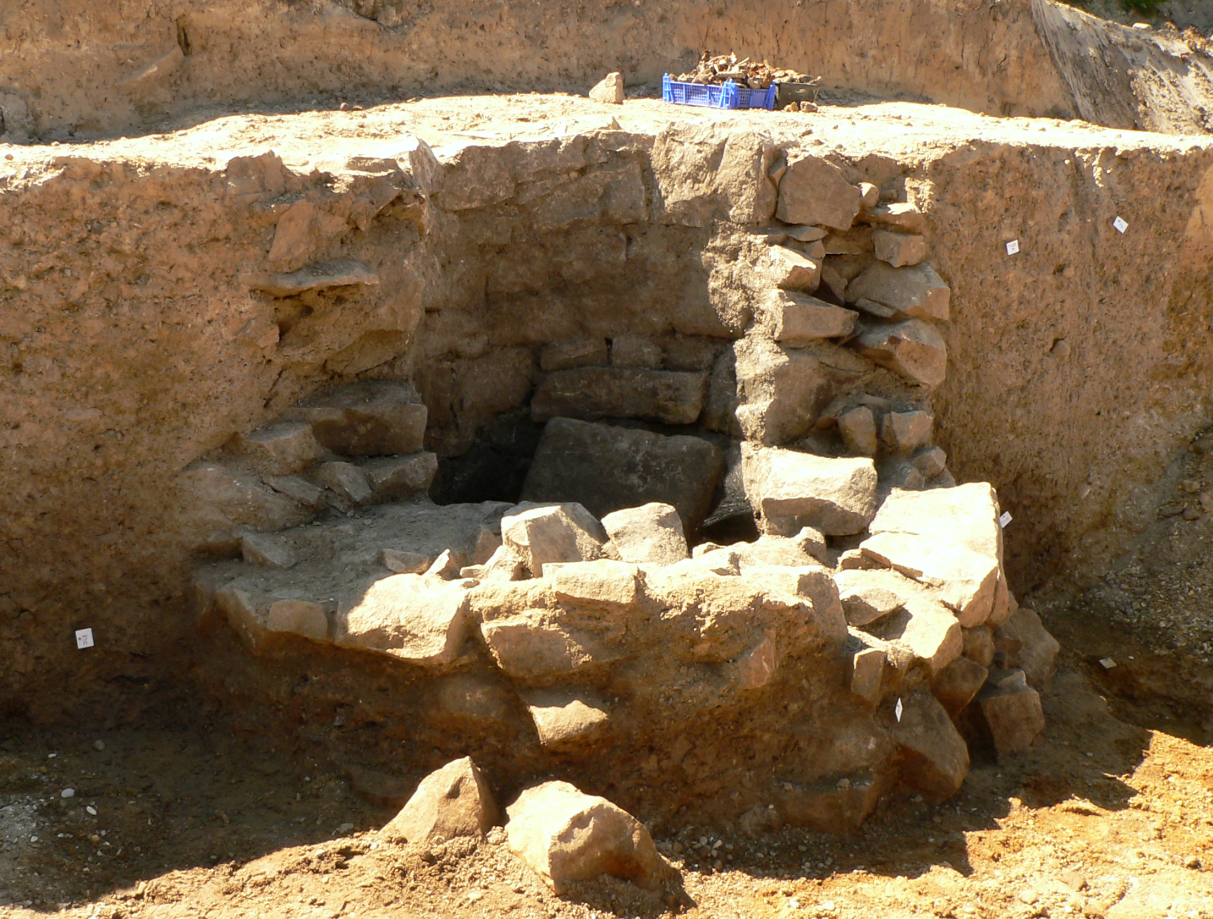
Frühneuzeitlicher Steinbrunnen
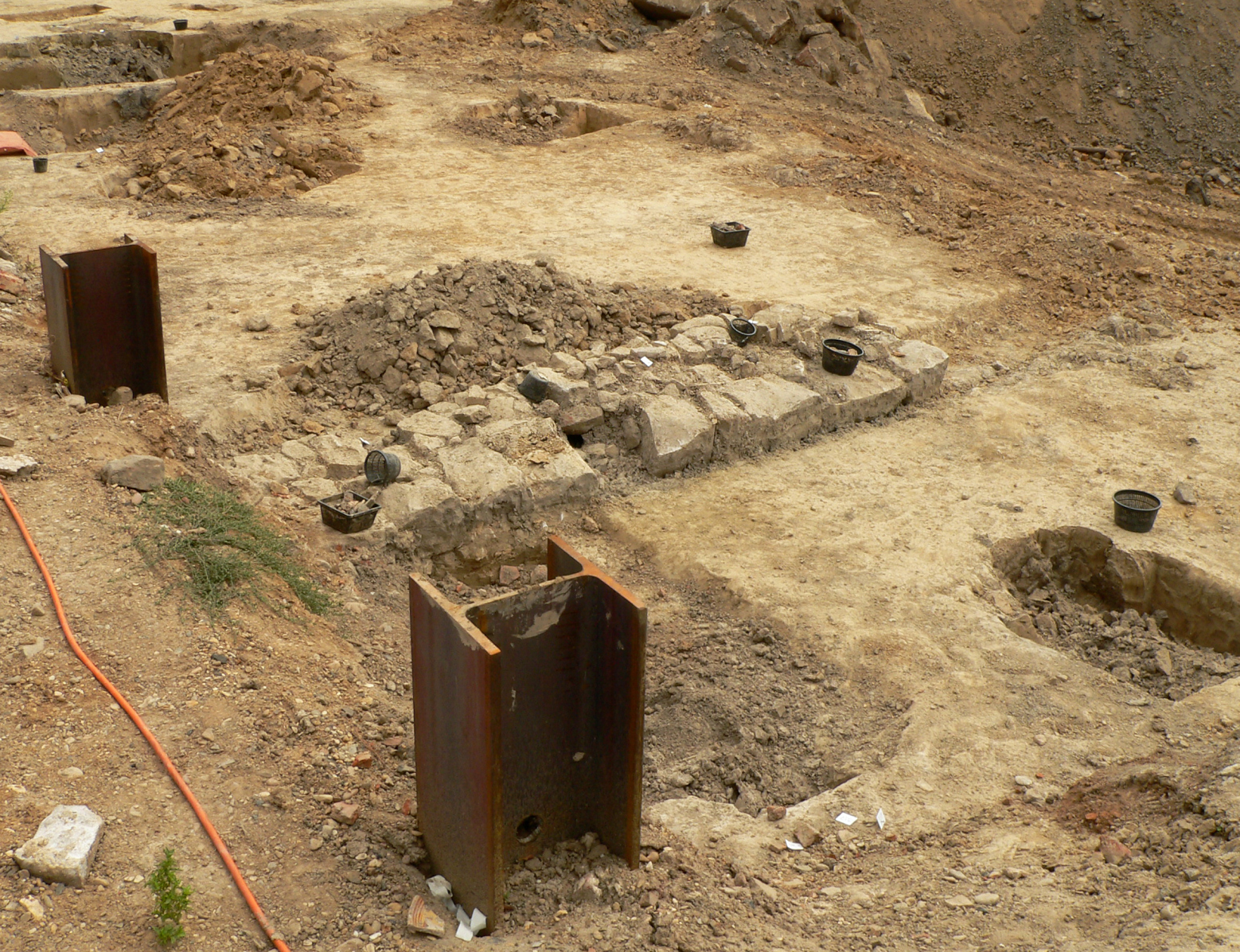
Mauer- oder Fundamentteil
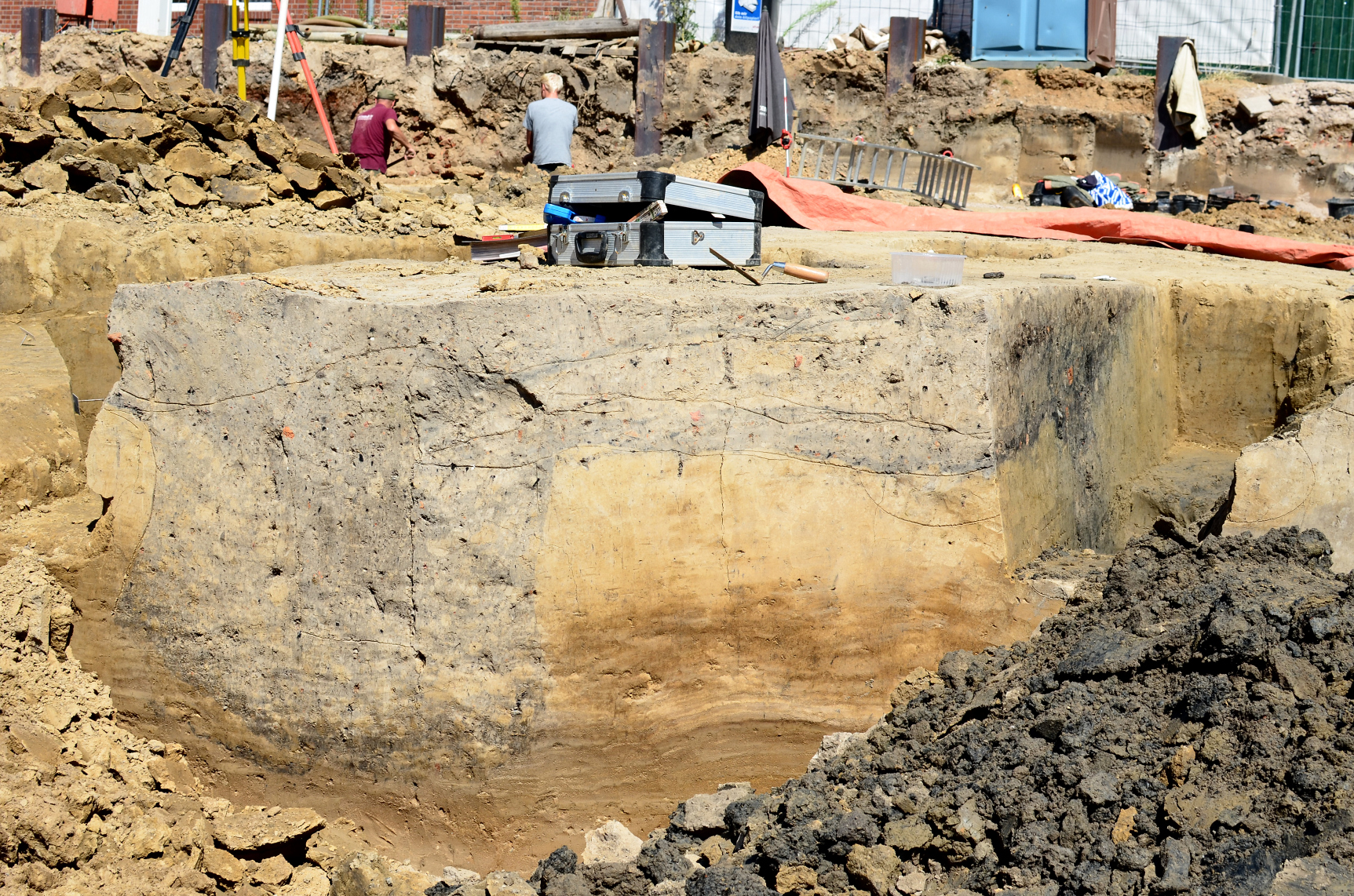
Bodenverfärbungen vermutlich von Abfallgruben
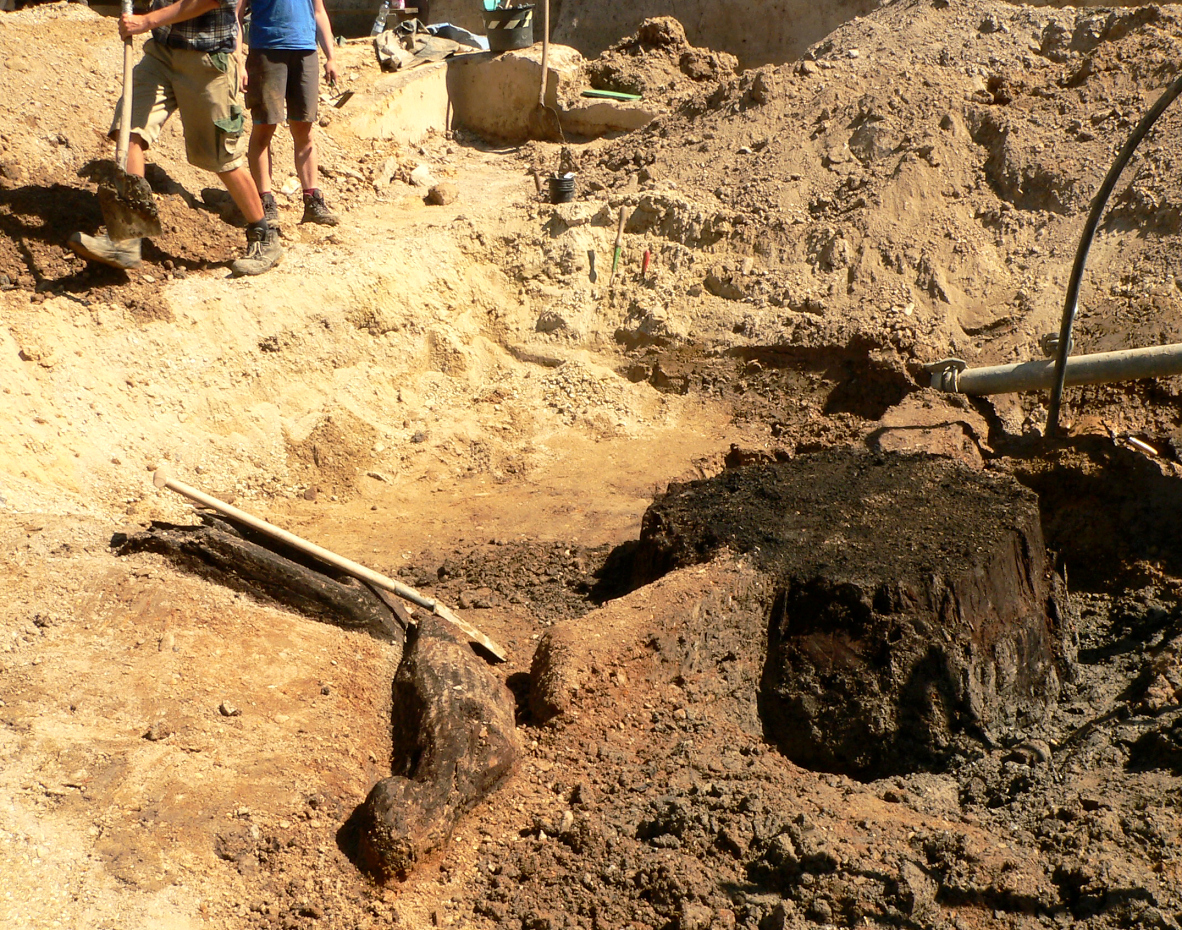
Holzbrunnen